# 시마즈 다다시게

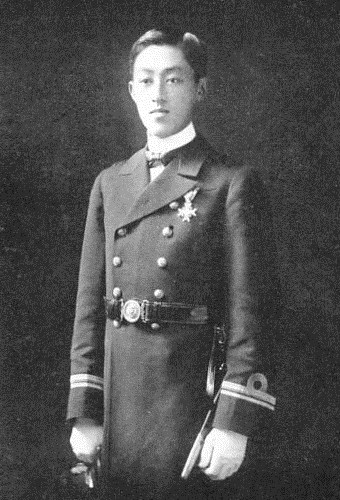

시마즈 다다시게(일본어: 島津忠重, 1886년 10월 20일 ~ 1968년 4월 9일)는 일본 제국의 해군군인, 정치인이다. 최종 계급은 해군 소장. 귀족원 의원. 시마즈씨 제30대 당주.
사쓰마번 마지막 번주 시마즈 다다요시의 4남으로 태어났다. 형들이 요절하는 바람에 적남이 되었다. 정2위 훈1등 공작. 누나는 구니요시 왕비 지카코로서 다다시게는 고준 황후의 숙부이다. 아키히토에게는 외외종조부가 된다.
| 전임 시마즈 다다요시 | 제30대 시마즈가 당주 1897년 ~ 1968년 | 후임 시마즈 다다히데 |